# Варадат Антиохијски
Свети преподобни Варадат је православни светитељ из Антиохије. 
Одликовао се подвижништвом, дубоком смиреношћу и светошћу живота. У младости је изабрао подвижнички живот и све своје године проживео у телесној невољи и немаштини. Саградио је малу дрвену колибу и у њој скромно живео. Веровао је да што више сужавамо физички свет око себе, то се више небо шири у нама и све смо ближи Богу и путу нашег спасења.
Када је антиохијски Патријарх Теодот (418-427 г.) био обавештен о ретким Варадатовим врлинама, затражио је да га одвоји од његовог аскетског живота како би га користио у вишеструком друштвеном и добротворном раду цркве. Светитељ је прихватио предлог и обилазећи градове својим светим животом уливао је поштовање према творцу Богу и његовим заповестима и поучавао о важности стрпљења у тешким околностима живота. Умро је на једној од својих турнеја 460. године.
На удаљености од петнаест километара западно од Бурсе налазио се град Кувуклија. Такође западно од града и на малој удаљености, на путу за Дансари, налазила се црква и ходочашће Аи-Варадас. Кувуклијани који су дошли у Козани после малоазијске катастрофе и населили се у истоименом малом насељу Кувуклија, са вером и побожношћу подигли су на обали језера Алиакмонас цркву светом Варадату. 
Његов спомен свечано се прославља 22. фебруара у селу Родити Козанис. Сваке године, уочи празника, свечано вечерње служи се у светој капели Осиоу. На дан славе служи се Ортрос и Света литургија, на којој је дирљиво присуство великог броја народа из Сервије, Козана, Птолемаиде и Родитиса.